# Benjamin Hypolite van de Wall
Benjamin Hypolite van de Wall (Sommelsdijk, 26 oktober 1812 - Dirksland, 29 juli 1850) was een Nederlands burgemeester.

## Biografie
Van de Wall was lid van de in het Nederland's Patriciaat opgenomen familie Van de Wall en was een zoon van geneesheer en kantonrechter dr. Willem Gerbrandus van de Wall (1778-1846) en Catharina Susanna Gersom (1785-1856). Hij trouwde in 1835 met Jannetje Johanna Groesbeek (1812-1882) met wie hij geen kinderen kreeg. In 1837 werd hij burgemeester van Dirksland, en in 1850 werd hij tevens burgemeester van Onwaard. Hij bleef burgemeester van die twee gemeenten tot zijn overlijden.